# Juventud (novela)
Juventud es la tercera y última novela de la trilogía pseudoautobiográfica de León Tolstoi. Se imprimió por primera vez en 1857 en El Contemporáneo (Sovreménnik) n.º 1. El libro describe los años universitarios de la vida del protagonista y sus compañeros de estudios.

## Argumento
La trama de la historia describe la vida universitaria de Nikolái y sus compañeros en la época de su adolescencia. El volumen de la historia, en comparación con las partes anteriores de la trilogía (Infancia y Adolescencia) es mucho mayor y más liberado. El relato está repleto de reflexiones filosóficas y de diversos sucesos que pueden ocurrirle a cualquier joven.

## Evaluaciones
1. Aleksandr Druyinin habló muy positivamente de Juventud, pero con una crítica bastante dura:

«Tu tarea era terrible, y la ejecutaste muy bien. Ninguno de los escritores actuales pudo captar y esbozar el apasionante e insensato periodo de la juventud como lo hiciste tú. Para las personas desarrolladas, tu Juventud supondrá un gran placer, y si alguien te dice que esta obra es peor que Infancia y Adolescencia, puedes escupirle a la cara.
Algunos capítulos son áridos y largos, por ejemplo, todas las conversaciones con Dmitri Nejliudov...
...evita los periodos largos. Sepáralos en dos o tres, no escatimes puntos. Sea implacable con las partículas del discurso, elimine por docenas palabras como "qué", "cuál" y "esto".
A veces estás listo para decir: "Los muslos de fulano muestran que quiere viajar a la India". Debes frenar esta tendencia, pero no debes extinguirla por nada del mundo».

- Datos: Q7458355